# 1984–1985-ös kupagyőztesek Európa-kupája
A KEK 1984–1985-ös szezonja volt a kupa 25. kiírása. A győztes az Everton FC lett, miután a döntőben 3–1-re legyőzte az osztrák SK Rapid Wien csapatát.

## Első forduló
| 1. csapat                            | Össz.     | 2. csapat           | 1. mérk. | 2. mérk. |
| ------------------------------------ | --------- | ------------------- | -------- | -------- |
| FC Bayern München                    | 6–2       | Moss                | 4–1      | 2–1      |
| Trakia Plovdiv                       | 5–1       | US Luxembourg       | 4–0      | 1–1      |
| AS Roma                              | 1–0       | FC Steaua București | 1–0      | 0–0      |
| Wrexham AFC                          | 4–4 (ig.) | FC Porto            | 1–0      | 3–4      |
| TJ Internacional Slovnaft Bratislava | 2–1       | Kuusysi Lahti       | 2–1      | 0–0      |
| University College Dublin AFC        | 0–1       | Everton FC          | 0–0      | 0–1      |
| KB                                   | 0–3       | Fortuna Sittard     | 0–0      | 0–3      |
| Wisła Kraków                         | 7–3       | ÍBV                 | 4–2      | 3–1      |
| Malmö FF                             | 3–4       | Dynamo Dresden      | 2–0      | 1–4      |
| FC Metz                              | 6–5       | FC Barcelona        | 2–4      | 4–1      |
| SK Rapid Wien                        | 5–2       | Beşiktaş JK         | 4–1      | 1–1      |
| KAA Gent                             | 1–3       | Celtic FC           | 1–0      | 0–3      |
| Siófoki Bányász                      | 1–3       | Larissza FC         | 1–1      | 0–2      |
| APÓEL                                | 1–6       | Servette FC         | 0–3      | 1–3      |
| FK Gyinamo Moszkva                   | 6–2       | HNK Hajduk Split    | 1–0      | 5–2      |
| Ballymena United FC                  | 1–3       | Hamrun Spartans FC  | 0–1      | 1–2      |

## Második forduló
| 1. csapat                            | Össz. | 2. csapat          | 1. mérk. | 2. mérk. |
| ------------------------------------ | ----- | ------------------ | -------- | -------- |
| FC Bayern München                    | 4–3   | Trakia Plovdiv     | 4–1      | 0–2      |
| AS Roma                              | 3–0   | Wrexham AFC        | 2–0      | 1–0      |
| TJ Internacional Slovnaft Bratislava | 0–4   | Everton FC         | 0–1      | 0–3      |
| Fortuna Sittard                      | 3–2   | Wisła Kraków       | 2–0      | 1–2      |
| Dynamo Dresden                       | 3–1   | FC Metz            | 3–1      | 0–0      |
| SK Rapid Wien                        | 4–1   | Celtic FC          | 3–1      | 1–0      |
| Larissza FC                          | 3–1   | Servette FC        | 2–1      | 1–0      |
| FK Gyinamo Moszkva                   | 6–0   | Hamrun Spartans FC | 5–0      | 1–0      |

## Negyeddöntő
| 1. csapat         | Össz. | 2. csapat          | 1. mérk. | 2. mérk. |
| ----------------- | ----- | ------------------ | -------- | -------- |
| FC Bayern München | 4–1   | AS Roma            | 2–0      | 2–1      |
| Everton FC        | 5–0   | Fortuna Sittard    | 3–0      | 2–0      |
| Dynamo Dresden    | 3–5   | SK Rapid Wien      | 3–0      | 0–5      |
| Larissza FC       | 0–1   | FK Gyinamo Moszkva | 0–0      | 0–1      |

## Elődöntő
| 1. csapat         | Össz. | 2. csapat          | 1. mérk. | 2. mérk. |
| ----------------- | ----- | ------------------ | -------- | -------- |
| FC Bayern München | 1–3   | Everton FC         | 0–0      | 1–3      |
| SK Rapid Wien     | 4–2   | FK Gyinamo Moszkva | 3–1      | 1–1      |

## Döntő
| 1985. május 15. 20:15 |

| Everton                        | 3–1   | Rapid Wien |
| ------------------------------ | ----- | ---------- |
| Gray 57' Steven 72' Sheedy 85' | (0–0) | Krankl 83' |

| Feijenoord Stadion, Rotterdam Nézőszám: 38 500 Játékvezető: Paolo Casarin (olasz) |

| Az 1984–1985-ös kupagyőztesek Európa-kupája győztese |
| ---------------------------------------------------- |
| Everton 1. cím                                       |

## Lásd még
- 1984–1985-ös bajnokcsapatok Európa-kupája
- 1984–1985-ös UEFA-kupa